# Liste der Kulturdenkmale in Rohlstorf
In der Liste der Kulturdenkmale in Rohlstorf sind alle Kulturdenkmale der schleswig-holsteinischen Gemeinde Rohlstorf (Kreis Segeberg) und ihrer Ortsteile aufgelistet (Stand: 21. Juli 2025).

## Legende
In den Spalten befinden sich folgende Informationen:
- Objekt-ID: die Nummer des Kulturdenkmales
- Lage: die Adresse des Kulturdenkmales und die geographischen Koordinaten. Kartenansicht, um Koordinaten zu setzen. In der Kartenansicht sind Kulturdenkmale ohne Koordinaten mit einem roten Marker dargestellt und können in der Karte gesetzt werden. Kulturdenkmale ohne Bild sind mit einem blauen Marker gekennzeichnet, Kulturdenkmale mit Bild mit einem grünen Marker.
- Offizielle Bezeichnung: Bezeichnung des Kulturdenkmales
- Beschreibung: die Beschreibung des Kulturdenkmales
- Bild: ein Bild des Kulturdenkmales

## Sachgesamtheiten
| Objekt-ID      | Lage                                                                              | Offizielle Bezeichnung | Beschreibung | Bild                             |
| -------------- | --------------------------------------------------------------------------------- | ---------------------- | --- | -------------------------------- |
| 41009 Wikidata | Kirchweg (53° 58′ 47″ N, 10° 22′ 47″ O)                                           | Kirche Warder          | Aktualisierung vorgesehen - Begründung: geschichtlich, künstlerisch, städtebaulich, Kulturlandschaft prägend - Schutzumfang: Kirche mit Ausstattung, Kirchhof, Grabmale bis 1870, Gusseisenpforte, Gruft Schwerdtfeger, zwei Sandsteinsarkophage | weitere Fotos \| Fotos hochladen |
| 44915 Wikidata | Margarethenhof 6–8, 10–12, 11, 11–15, 13, 14–16, 15 (53° 57′ 0″ N, 10° 25′ 34″ O) | Gut Margarethenhof     | Gut Margarethenhof; 1801–02, Bauherren Jakob und Paul Roßberg; axiale Anlage mit Herrenhaus, flankierenden Wirtschaftsgebäuden (Scheune, ehem. Pferdestall, ehem. Kornspeicher) und Birkenallee, zugehörig drei nördlich gelegene Arbeiterwohnhäuser. Herrenhaus mit breitem Mittelzwerchhaus im schlichten frühklassizistischen Stil - Begründung: geschichtlich, städtebaulich, Kulturlandschaft prägend - Schutzumfang: Herrenhaus mit östlicher und nördlicher Birkenallee und Einfriedung (Margarethenhof 11), ehem. Kornspeicher (Margarethenhof 13); Scheune, ehem. Pferdestall, Remise (Margarethenhof 15); Arbeiterwohnhaus mit Stallgebäude (Margarethenhof 6-8), Arbeiterwohnhaus (Margarethenhof 10-12), Arbeiterwohnhaus (Margarethenhof 14-16) | BW                               |

## Bauliche Anlagen
| Objekt-ID      | Lage                                             | Offizielle Bezeichnung                                       | Beschreibung | Bild                             |
| -------------- | ------------------------------------------------ | ------------------------------------------------------------ | --- | -------------------------------- |
| 44890          | Christianenthal 1 (53° 57′ 47″ N, 10° 21′ 23″ O) | Wohn- und Wirtschaftsgebäude                                 | Wohn- und Wirtschaftsgebäude; 1865; eingeschossiges Bauernhaus in Backsteinbauweise, reetgedecktes Satteldach, Giebelfassaden mit Lisenen und Zierfriesen, Fachwerkscheune - Begründung: geschichtlich, Kulturlandschaft prägend - Schutzumfang: Wohn- und Wirtschaftsgebäude, Scheune - Denkmaltyp: Bauliche Anlage | BW                               |
| 5869 Wikidata  | Gut Rohlstorf 1 a (53° 58′ 22″ N, 10° 24′ 26″ O) | Gut Rohlstorf: Speicher                                      | Alteintragung (Aktualisierung vorgesehen) - Begründung: Alteintragung (Aktualisierung vorgesehen) - Schutzumfang: Alteintragung (Aktualisierung vorgesehen) - Denkmaltyp: Bauliche Anlage | BW                               |
| 7072 Wikidata  | Gut Rohlstorf 1 (53° 58′ 20″ N, 10° 24′ 32″ O)   | Gut Rohlstorf: Herrenhaus                                    | Das aus Backstein errichtete, zweigeschossige Herrenhaus von 1912 ist in seiner neobarocken Ausführung ein Spätwerk des Historismus in Schleswig-Holstein. Es ist in seiner baulichen Gestaltung und seinen Proportionen direkt vom nicht weit entfernten Herrenhaus auf Gut Pronstorf beeinflusst, das als eines der Hauptwerke der Barockarchitektur in Holstein gilt. Alteintragung (Aktualisierung vorgesehen) - Begründung: Alteintragung (Aktualisierung vorgesehen) - Schutzumfang: Alteintragung (Aktualisierung vorgesehen) - Denkmaltyp: Bauliche Anlage | Fotos hochladen                  |
| 7073 Wikidata  | Gut Rohlstorf 5 (53° 58′ 13″ N, 10° 24′ 24″ O)   | Gut Rohlstorf: ehem. Försterei                               | Alteintragung (Aktualisierung vorgesehen) - Begründung: Alteintragung (Aktualisierung vorgesehen) - Schutzumfang: Alteintragung (Aktualisierung vorgesehen) - Denkmaltyp: Bauliche Anlage | BW                               |
| 28383 Wikidata | Gut Rohlstorf 5 (53° 58′ 13″ N, 10° 24′ 24″ O)   | Gut Rohlstorf: Backhaus                                      | Alteintragung (Aktualisierung vorgesehen) - Begründung: Alteintragung (Aktualisierung vorgesehen) - Schutzumfang: Alteintragung (Aktualisierung vorgesehen) - Denkmaltyp: Bauliche Anlage | BW                               |
| 7074 Wikidata  | Gut Rohlstorf 7 (53° 58′ 11″ N, 10° 24′ 22″ O)   | Gut Rohlstorf: Wohnhaus                                      | Alteintragung (Aktualisierung vorgesehen) - Begründung: geschichtlich, städtebaulich - Schutzumfang: gesamtes Äußeres - Denkmaltyp: Bauliche Anlage | BW                               |
| 7075 Wikidata  | Gut Rohlstorf 8 (53° 58′ 12″ N, 10° 24′ 26″ O)   | Gut Rohlstorf: Wohnhaus                                      | Alteintragung (Aktualisierung vorgesehen) - Begründung: geschichtlich, städtebaulich - Schutzumfang: gesamtes Äußeres - Denkmaltyp: Bauliche Anlage | BW                               |
| 7267 Wikidata  | Gut Rohlstorf 10 (53° 58′ 11″ N, 10° 24′ 25″ O)  | Gut Rohlstorf: Wohnhaus                                      | Alteintragung (Aktualisierung vorgesehen) - Begründung: geschichtlich, städtebaulich - Schutzumfang: gesamtes Äußeres - Denkmaltyp: Bauliche Anlage | BW                               |
| 7268 Wikidata  | Gut Rohlstorf 12 (53° 58′ 10″ N, 10° 24′ 24″ O)  | Gut Rohlstorf: Wohnhaus                                      | Alteintragung (Aktualisierung vorgesehen) - Begründung: geschichtlich, städtebaulich - Schutzumfang: gesamtes Äußeres - Denkmaltyp: Bauliche Anlage | BW                               |
| 28384 Wikidata | Gut Rohlstorf 12 (53° 58′ 10″ N, 10° 24′ 25″ O)  | Gut Rohlstorf: Stallgebäude                                  | Alteintragung (Aktualisierung vorgesehen) - Begründung: Alteintragung (Aktualisierung vorgesehen) - Schutzumfang: gesamtes Äußeres - Denkmaltyp: Bauliche Anlage | BW                               |
| 7269 Wikidata  | Gut Rohlstorf 14 (53° 58′ 10″ N, 10° 24′ 24″ O)  | Gut Rohlstorf: Wohnhaus                                      | Alteintragung (Aktualisierung vorgesehen) - Begründung: geschichtlich, städtebaulich - Schutzumfang: gesamtes Äußeres - Denkmaltyp: Bauliche Anlage | BW                               |
| 28385 Wikidata | Gut Rohlstorf 14 (53° 58′ 9″ N, 10° 24′ 24″ O)   | Gut Rohlstorf: Stallgebäude                                  | Alteintragung (Aktualisierung vorgesehen) - Begründung: Alteintragung (Aktualisierung vorgesehen) - Schutzumfang: gesamtes Äußeres - Denkmaltyp: Bauliche Anlage | BW                               |
| 7076 Wikidata  | Gut Rohlstorf (53° 58′ 12″ N, 10° 24′ 24″ O)     | Gut Rohlstorf: Mauerzüge beidseitig des Platzes im Dorf      | Alteintragung (Aktualisierung vorgesehen) - Begründung: Alteintragung (Aktualisierung vorgesehen) - Schutzumfang: gesamtes Äußeres - Denkmaltyp: Bauliche Anlage | BW                               |
| 10564 Wikidata | Gut Rohlstorf (53° 58′ 14″ N, 10° 24′ 27″ O)     | Gut Rohlstorf: gepflasterte Allee zum Dorf (Nordteil)        | Alteintragung (Aktualisierung vorgesehen) - Begründung: geschichtlich - Schutzumfang: gesamtes Äußeres - Denkmaltyp: Bauliche Anlage | BW                               |
| 10565 Wikidata | Gut Rohlstorf (53° 58′ 7″ N, 10° 24′ 17″ O)      | Gut Rohlstorf: gepflasterte Zufahrtsallee zum Dorf (Südteil) | Alteintragung (Aktualisierung vorgesehen) - Begründung: geschichtlich - Schutzumfang: gesamtes Äußeres - Denkmaltyp: Bauliche Anlage | BW                               |
| 13553          | Kirchweg 1 (53° 58′ 48″ N, 10° 22′ 48″ O)        | Alte Schule                                                  | Alte Schule; 1828/1885; eingeschossiger, traufständiger Backsteinbau, Satteldach mit Halbwalm nach Nordwesten, Zwerchhaus, vier Hausbäume - Begründung: geschichtlich, städtebaulich, Kulturlandschaft prägend - Schutzumfang: Alte Schule, Hausbäume - Denkmaltyp: Bauliche Anlage | BW                               |
| 13464          | Kirchweg 2 (53° 58′ 49″ N, 10° 22′ 43″ O)        | Pastorat                                                     | Pastorat; 1805/06 von Architekt Meisner; eingeschossiger, breit gelagerter Backsteinbau unter Walmdach, Vorderseite durch flache Lisenen gegliedert, drei Hausbäume, Nebengebäude - Begründung: geschichtlich, städtebaulich - Schutzumfang: Pastorat, Hausbäume, Nebengebäude - Denkmaltyp: Bauliche Anlage | BW                               |
| 3873 Wikidata  | (53° 58′ 47″ N, 10° 22′ 47″ O)                   | Kirche mit Ausstattung                                       | Alteintragung (Aktualisierung vorgesehen) - Begründung: geschichtlich, künstlerisch, städtebaulich - Schutzumfang: gesamtes Objekt - Denkmaltyp: Bauliche Anlage, Sachgesamtheit: Kirche Warder | weitere Fotos \| Fotos hochladen |
| 20842          | Kirchweg (53° 58′ 47″ N, 10° 22′ 44″ O)          | Gruft Schwerdtfeger                                          | Alteintragung (Aktualisierung vorgesehen) - Begründung: geschichtlich, künstlerisch - Schutzumfang: Gruft Schwerdtfeger, zwei Sandsteinsarkophage - Denkmaltyp: Bauliche Anlage, Sachgesamtheit: Kirche Warder | BW                               |
| 13115 Wikidata | Margarethenhof 11 (53° 56′ 58″ N, 10° 25′ 29″ O) | Herrenhaus                                                   | Herrenhaus; 1. Hälfte 19. Jh.; eingeschossiger, traufständiger Putzbau mit Halbwalmdach und übergiebeltem Mittelrisalit, Fassade mit Gesimsen gegliedert - Begründung: geschichtlich, städtebaulich, Kulturlandschaft prägend - Schutzumfang: Herrenhaus, östliche und nördliche Birkenallee, Einfriedung - Denkmaltyp: Bauliche Anlage, Sachgesamtheit: Gut Margarethenhof | BW                               |
| 13659          | Warderdamm 1 (53° 58′ 25″ N, 10° 22′ 59″ O)      | Wohn- und Wirtschaftsgebäude                                 | Wohn- und Wirtschaftsgebäude; 1862; eingeschossiges Bauernhaus in Backsteinbauweise, reetgedecktes Satteldach, Giebelfassaden mit Lisenen, Spitzbögen und Zierfriesen, Nebengebäude - Begründung: geschichtlich, städtebaulich, Kulturlandschaft prägend - Schutzumfang: Wohn- und Wirtschaftsgebäude, Nebengebäude - Denkmaltyp: Bauliche Anlage | BW                               |

## Gründenkmale
| Objekt-ID | Lage                                    | Offizielle Bezeichnung | Beschreibung | Bild |
| --------- | --------------------------------------- | ---------------------- | --- | ---- |
| 20838     | Kirchweg (53° 58′ 47″ N, 10° 22′ 46″ O) | Kirchhof               | Alteintragung (Aktualisierung vorgesehen) - Begründung: geschichtlich, Kulturlandschaft prägend - Schutzumfang: Kirchhof, Grabmale bis 1870, Gusseisenpforte - Denkmaltyp: Gründenkmal, Sachgesamtheit: Kirche Warder | BW   |

## Quelle
- Liste der Kulturdenkmale in Schleswig-Holstein – Kreis Segeberg

- Karte mit allen Koordinaten:
- OSM |
- WikiMap